# Quận Tuolumne, California

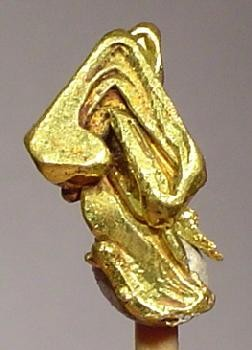
Mẫu vàng từ quận Tuolumne

Quận Tuolumne là một quận trong tiểu bang California, Hoa Kỳ. Quận lỵ đóng tại thành phố Sonora2. Theo Cục điều tra dân số Hoa Kỳ, dân số năm 2000 của quận này là 54.501 người 2.